# Amtsgericht Küstrin
Das Amtsgericht Küstrin (bis 1928 Amtsgericht Cüstrin) war ein preußisches Amtsgericht mit Sitz in Küstrin, Provinz Brandenburg.

## Geschichte
Seit 1849 bestanden in Preußen Kreisgerichte. Das Kreisgericht Cüstrin war dem Appellationsgericht Frankfurt a. d. Oder nachgeordnet. Im Rahmen der Reichsjustizgesetze wurden diese Gerichte 1879 aufgehoben. Das königlich preußische Amtsgericht Cüstrin wurde mit Wirkung zum 1. Oktober 1879 als eines von zwölf Amtsgerichten im Bezirk des Landgerichtes Landsberg a.W. im Bezirk des Kammergerichtes gebildet. Der Sitz des Gerichts war die Stadt Cüstrin.
Sein Gerichtsbezirk umfasste
- aus dem Landkreis Königsberg die Stadtbezirke Cüstrin und Fürstenfelde und die Amtsbezirke Bleyen, Alt-Drewitz, Kietz, Neumühl, Quartschen-Kutzdorf, Wilkersdorf und Zorndorf
- aus dem Landkreis Landberg die Amtsbezirke Groß-Cammin und Tamsel sowie den Amtsbezirk Radorf ohne die Gutsbezirke Radorf und Vietzer-Schmelze
- aus dem Landkreis Lebus die Amtsbezirke Gorgast und Tucheband sowie den Gemeindebezirk Genschmar und die Gutsbezirke Vorwerke Henriettenhof und Wilhelminenhof aus dem Amtsbezirk Golzow
- aus dem Landkreis Weststernberg den Stadtbezirk Göritz sowie den Gutsbezirk Domaine und Gutsvorwerk Göritz aus dem Amtsbezirk Frauendorf

.
Am Gericht bestanden 1880 vier Richterstellen. Das Amtsgericht war damit ein großes Amtsgericht im Landgerichtsbezirk. Am Gericht bestand eine Strafkammer.
Im Jahre 1945 wurde der Teil des Gerichtsbezirks östlich der Oder-Neiße-Grenze unter polnische Verwaltung gestellt. Dies galt auch für Küstrin selbst. Das Amtsgericht Küstrin blieb jedoch bestehen. Es hatte seinen Sitz in Küstrin-Kietz und wurde dem Landgericht Eberswalde zugeordnet. Im Jahre 1946 wurde der links der Oder gelegene Teil des Sprengels des Amtsgerichts Küstrin dem Amtsgericht Seelow übertragen. In der DDR wurden 1952 die Amtsgerichte und damit auch das Amtsgericht Seelow aufgehoben und Kreisgerichte, darunter das Kreisgericht Seelow für den Kreis Seelow gebildet. Das Amtsgericht Küstrin wurde auch nach dem Zusammenbruch der DDR nicht mehr eröffnet.